# إليزابيث بيتشر
إليزابيث بيتشر (بالإنجليزية: Elizabeth Beecher)‏ هي كاتبة قصص مصورة وكاتبة سيناريو أمريكية، ولدت في 19 فبراير 1898، وتوفيت في 8 مارس 1973.

## وصلات خارجية
- إليزابيث بيتشر على موقع IMDb (الإنجليزية)
- إليزابيث بيتشر على موقع قاعدة بيانات الفيلم (الإنجليزية)